# El Chuche, Tampamolón Corona
El Chuche är en ort i Mexiko.   Den ligger i kommunen Tampamolón Corona och delstaten San Luis Potosí, i den centrala delen av landet, 240 km norr om huvudstaden Mexico City. El Chuche ligger 155 meter över havet och antalet invånare är 127.
Terrängen runt El Chuche är kuperad åt nordväst, men åt sydost är den platt. Runt El Chuche är det ganska tätbefolkat, med 58 invånare per kvadratkilometer. Närmaste större samhälle är Tanquián de Escobedo, 19,1 km öster om El Chuche. Omgivningarna runt El Chuche är en mosaik av jordbruksmark och naturlig växtlighet.